# Appendix (musikgrupp)
Appendix var ett jazzrockband från Malmö.
Appendix bestod av medlemmarna Lars-Håkan Olsson (sång), Hans Blom (keyboards), Helge Albin (saxofon, flöjt), Roy Wall (trumpet, flygelhorn, tidigare i helsingborgsbandet Flavoured Soul), Kalle Lindberg (trombon), Ted Persson (bas) och Flemming Jörgensen (trummor). Bandet gav 1973 ut albumet Space Trip (Amigo AMLP813). Helge Albin bildade senare Tolvan Big Band.